# Zimarra

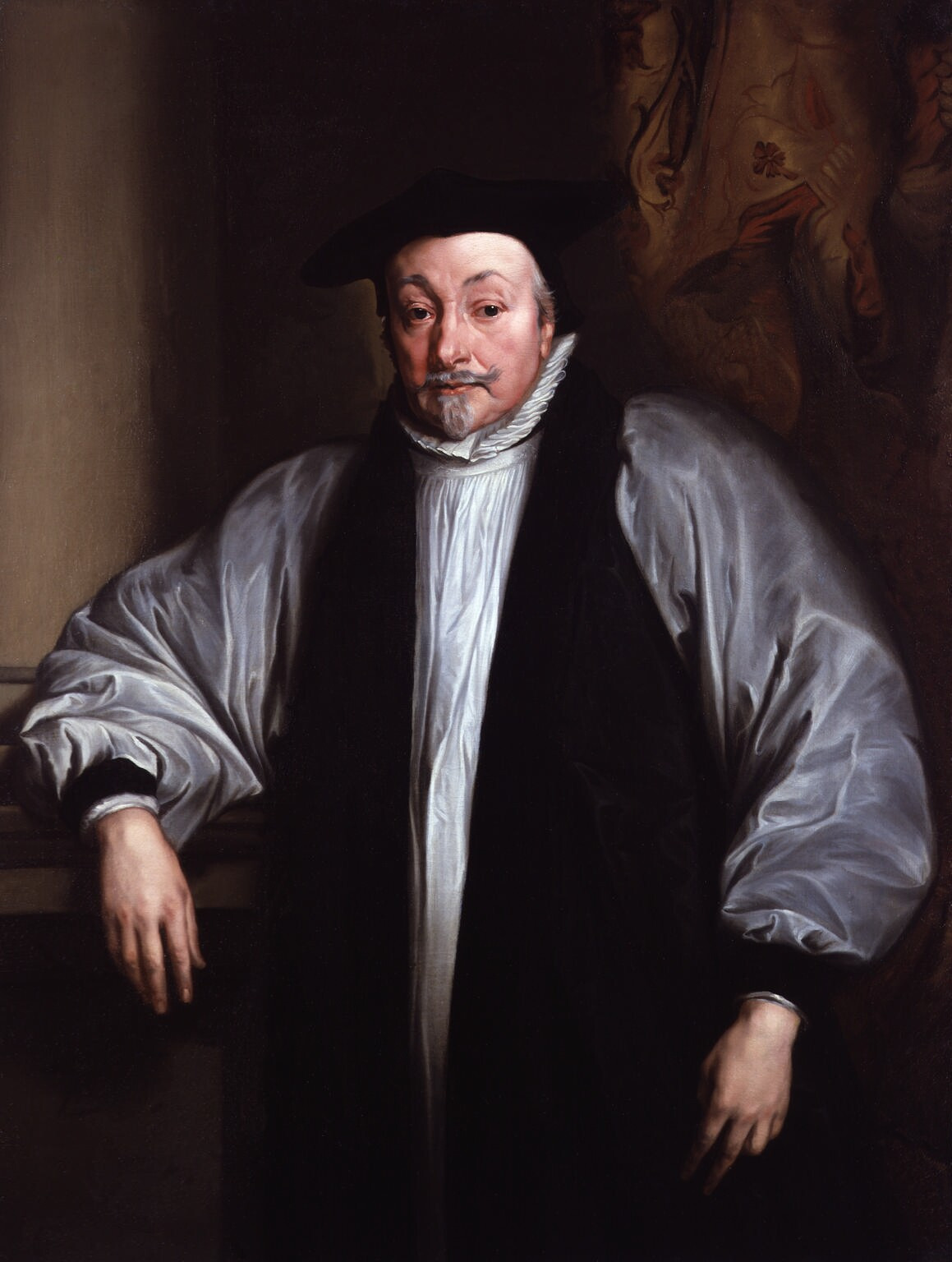
William Laud mit schwarzer Zimarra (1636)

Die Zimarra ist ein ärmelloser Männermantel der italienischen Renaissance (ca. 1420 bis 1580), ähnlich der deutschen Schaube.
Sie wird heute noch von den Bischöfen der Anglikanischen Gemeinschaft als Bestandteil ihrer Chorkleidung getragen.